# Gonatocerus spinozai
Gonatocerus spinozai är en stekelart som beskrevs av Girault 1912. Gonatocerus spinozai ingår i släktet Gonatocerus och familjen dvärgsteklar. Inga underarter finns listade i Catalogue of Life.